# Гейдар Алієв
Гейда́р Алірза-огли́ Алі́єв  (азерб. Heydər Əlirza oğlu Əliyev; 10 травня 1923, Нахічевань, Азербайджанська РСР — 12 грудня 2003, Клівленд, Огайо, США) — політичний діяч Азербайджану та СРСР. Член ЦК КПРС у 1971—1989 роках. Депутат Верховної Ради СРСР 8—11-го скликань. Двічі Герой Соціалістичної Праці (24.08.1979, 7.05.1983).

## Життєпис
Народився в родині купця-шиїта. З 1936 по 1939 рік навчався в Нахічеванському педагогічному технікумі. У 1939—1941 роках — студент архітектурного факультету Азербайджанського індустріального інституту імені Азізбекова в Баку.
З 1941 по 1943 рік працював завідувачем відділу в Народному комісаріаті внутрішніх справ Нахічеванської АРСР, з 1943 по 1944 рік — завідувачем відділу в Рад народних комісарів Нахічеванської АРСР. У 1944 році був направлений на роботу в органи державної безпеки. Член ВКП(б) з 1945 року.
У 1945 році закінчив курси МДБ СРСР в Баку і працював в МДБ Нахічеванської АРСР. З 16 травня 1949 по 6 липня 1950 року був слухачем Ленінградської школи перепідготовки керівного оперативного складу МДБ СРСР.
З 1950 року — начальник 5-го (секретно-політичного) відділу МДБ Азербайджанської РСР. Потім працював начальником відділення 2-го відділу (контррозвідка) КДБ при РМ Азербайджанської РСР, заступником начальника відділу КДБ по місту Баку (з 1956 року), т.в.о. начальника, а в 1960—1965 роках — начальником 2-го відділу КДБ при РМ Азербайджанської РСР.
У 1957 році заочно закінчив історичний факультет Азербайджанського державного університету імені Кірова.
У червні 1965 — червні 1967 року займав пост заступника голови, а з 21 червня 1967 по 14 липня 1969 року — голови Комітету державної безпеки СРСР (КДБ) при Раді Міністрів Азербайджанської РСР.
14 липня 1969 — 3 грудня 1982 року — 1-й секретар ЦК КП Азербайджану.
З 5 березня 1976 по 22 листопада 1982 року — кандидат у члени Політбюро ЦК КПРС. З 22 листопада 1982 по 21 жовтня 1987 року — член Політбюро ЦК КПРС.
24 листопада 1982 — 23 жовтня 1987 року — 1-й заступник голови Ради Міністрів СРСР.
З жовтня 1987 року — на пенсії.
Повернувшись до Азербайджану в липні 1990, спочатку обраний депутатом Верховної Ради Азербайджанської РСР, а з 5 вересня 1991 по 23 червня 1993 року працював головою Найвищого Меджлісу Нахічеванської АР, заступником голови Найвищої Ради Азербайджанської Республіки. З 15 червня по листопад 1993 року — голова Міллі Меджліса Азербайджанської Республіки.
3 жовтня 1993 — 15 жовтня 2003 року — Президент Азербайджану.

## Вшанування пам'яті
На честь Гейдара Алієва названий проспект, Міжнародний аеропорт імені Гейдара Алієва в Баку.
Також на його честь названий Сквер імені Гейдара Алієва у Києві та Тбілісі.

## Галерея

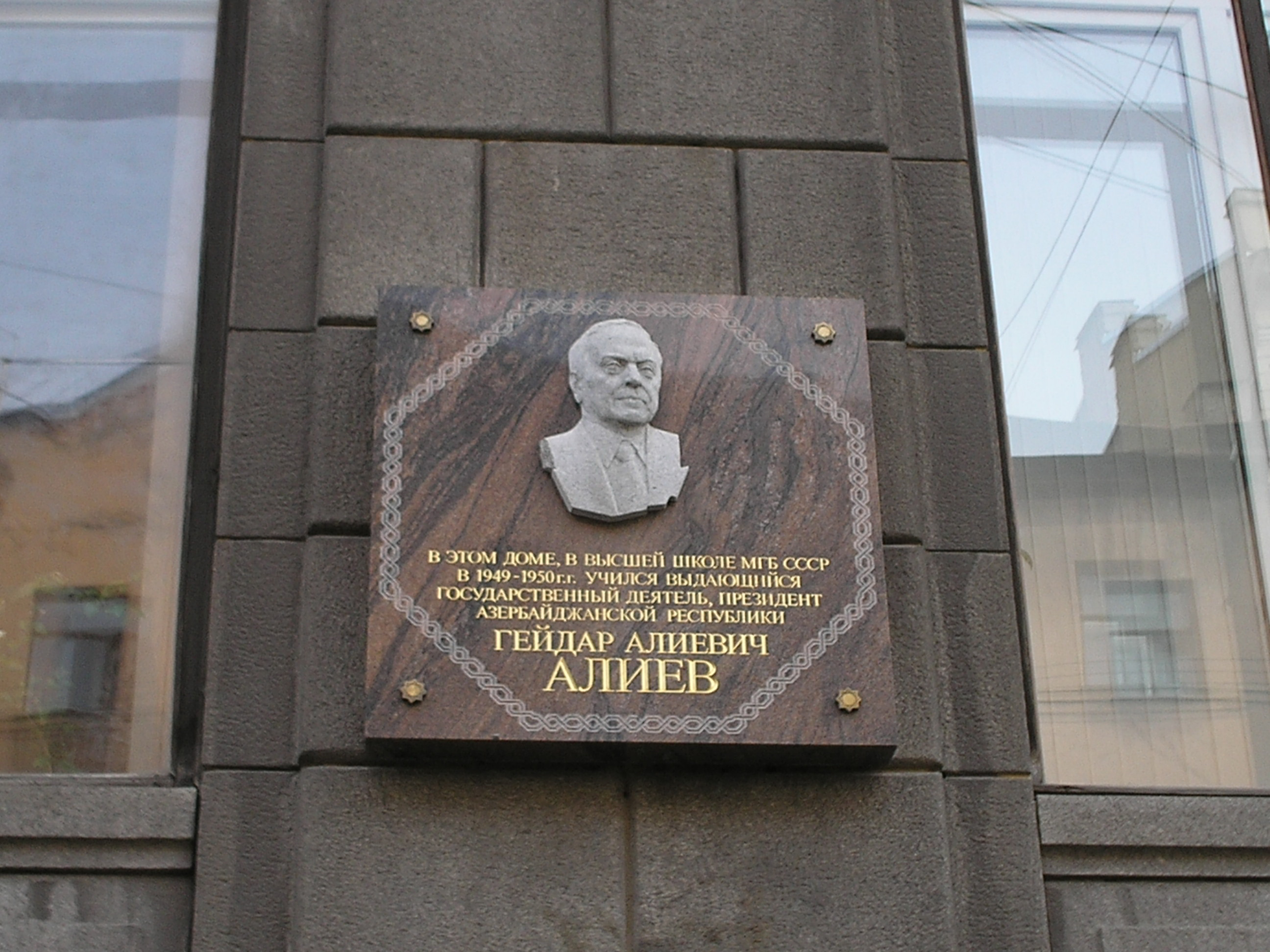
Санкт-Петербург, Горохова вулиця, 6: Меморіальна дошка на честь Гейдара Алієва
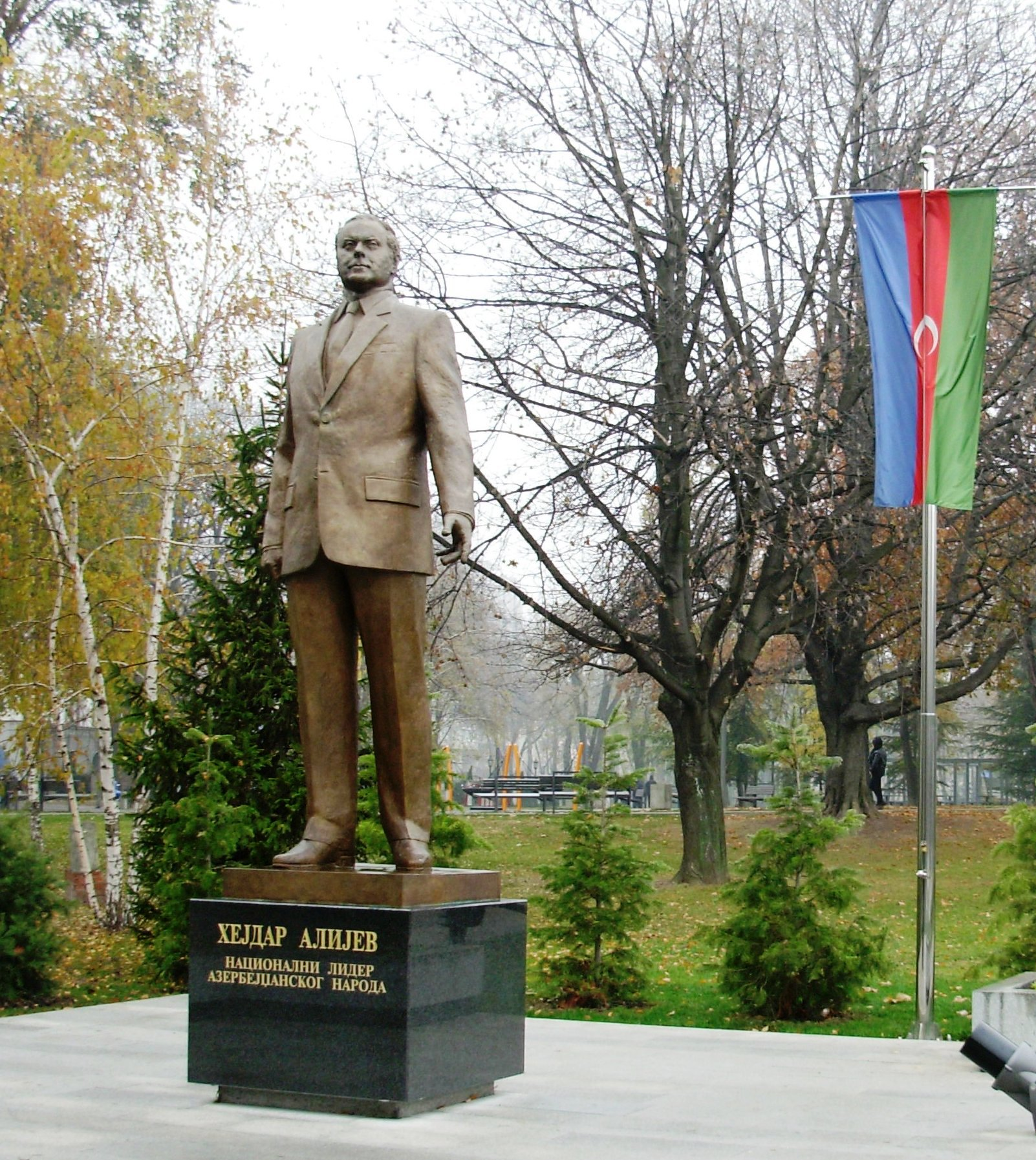
Пам'ятник Гейдару Алієву у Белграді, Сербія
Пам'ятник Гайдару Алієву в Києві. Сквер імені Гейдара Алієва

### У філателії

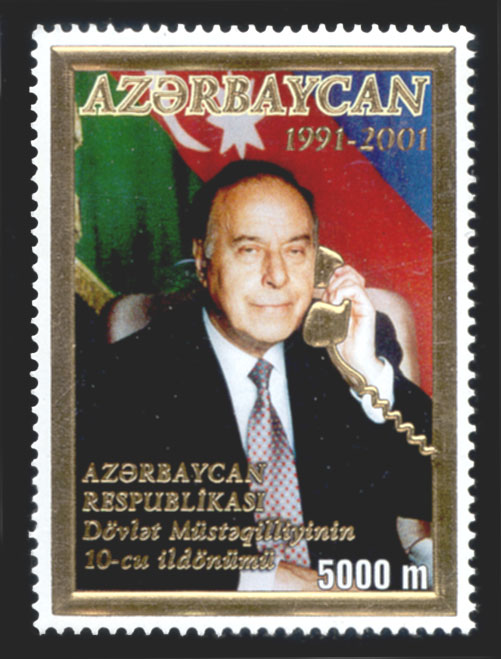
Поштова марка, 2001
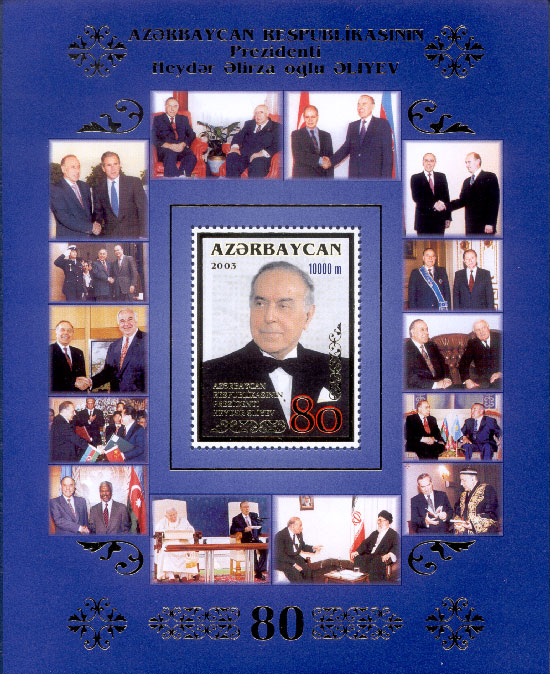
Поштова марка, 2003
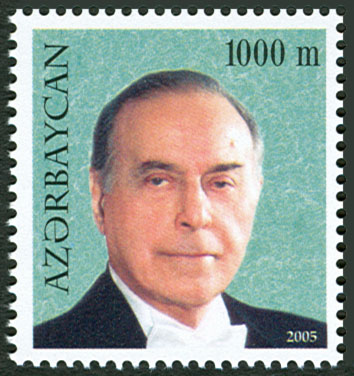
Поштова марка, 2005
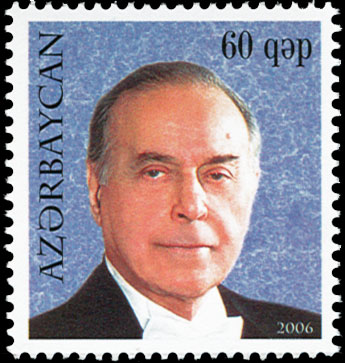
Поштова марка, 2006
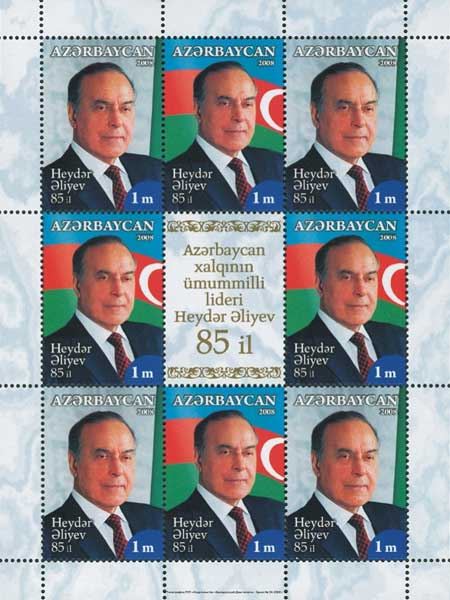
Поштова марка, 2008

## Нагороди
— Герой Соціалістичної Праці (1979, 1983)
 — Орден Леніна
 — Орден князя Ярослава Мудрого
 — Премія Ататюрка в ім'я миру
 — Орден Жовтневої Революції
 — Орден Червоної Зірки

### Звання
Почесний професор МДУ ім. М. В. Ломоносова